# NGC 3324

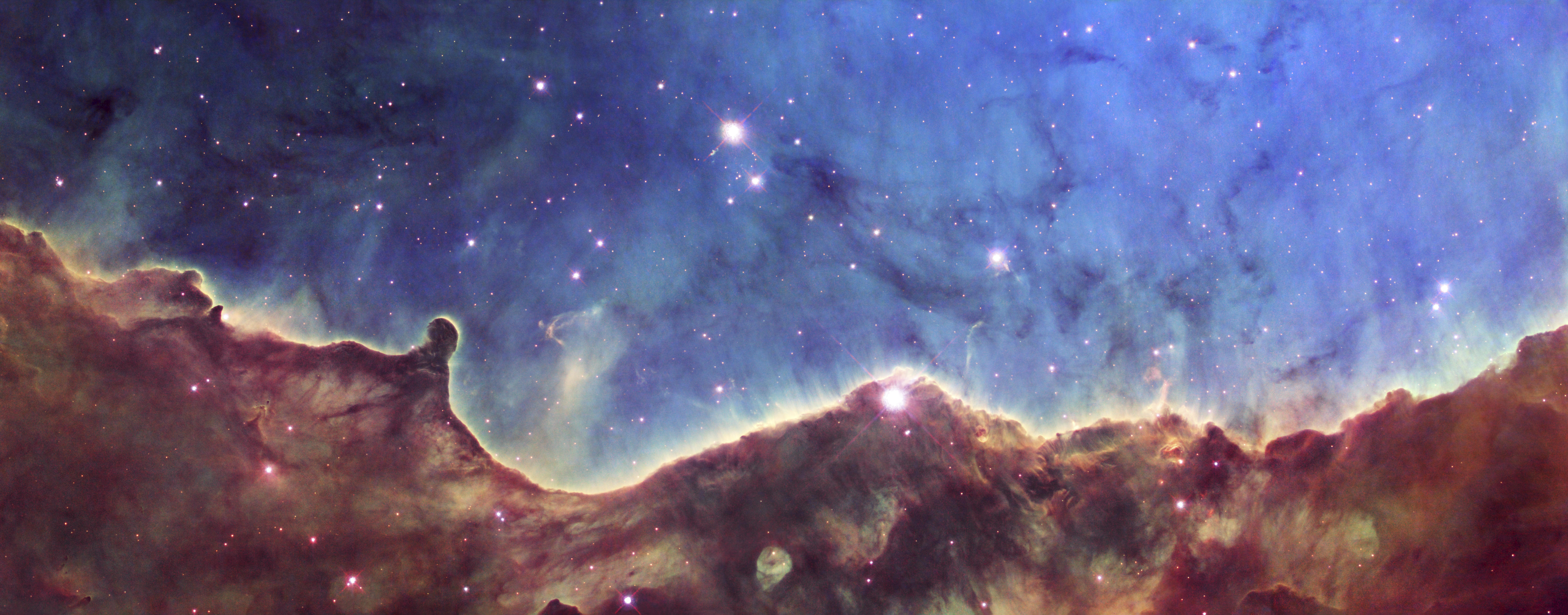
Deel van NGC 3324/ IC 2599 (Hubble opname), met het profiel van het gezicht van de Chileense dichteres Gabriela Mistral

NGC 3324 is een open sterrenhoop in het sterrenbeeld Kiel. Het hemelobject werd op 1 mei 1826 ontdekt door de Schotse astronoom James Dunlop. De nabijgelegen gasnevel IC 2599, ook bekend als Gum 31, wordt door tal van amateur astronomen aanzien als het profiel van het gezicht van de Chileense dichteres Gabriela Mistral, vandaar de bijnaam van dit complex: Gabriela Mistral nebula.

## Synoniemen
- ESO 128-EN6